# Maria Yazdanbakhsh
Maria Yazdanbakhsh (Goslar, 11 december 1959) is een in Duitsland geboren Nederlands hoogleraar cellulaire immunologie van parasitaire infecties aan de Universiteit Leiden en afdelingshoofd parasitologie bij het Leids Universitair Medisch Centrum (LUMC). In 2021 werd ze onderscheiden met de Spinozapremie.

## Loopbaan
Yazdanbakhsh studeerde medische parasitologie aan de School of Hygiene & Tropical Medicine van de Universiteit van Londen, waar ze in 1982 afstudeerde. Vijf jaar later, in 1987, promoveerde ze aan de Universiteit van Amsterdam (UvA) op de immunobiologie van eosinofielen. Aansluitend was ze post-doc aan Imperial College London.
In 1990 werd Yazdanbakhsh benoemd tot universitair docent parasitologie aan de Universiteit Leiden. Als eerste deed ze onderzoek naar de cellulaire immunologie van worminfecties, wat ze later uitbreidde naar de relatie tussen parasitaire infecties. Ze ontdekte dat parasitaire infecties het immuunsysteem zodanig kunnen wijzigen dat ze de gastheer beschermen tegen ontstekingsziekten zoals allergieën of diabetes type 2. Hiermee leverde ze een belangrijke bijdrage aan de zogeheten hygiënehypothese. Na vijf jaar universitaire hoofddecent werd Yazdanbakhsh in 1990 benoemd tot hoogleraar. In 2012 werd ze hoofd van de afdeling parasitologie. Daarnaast is zij wetenschappelijk directeur van het Leiden Controlled Human Infection Center (L-CHIC).

## Onderzoek
Maria Yazdanbakhsh is een van de pioniers in het onderzoek naar de manieren waarop parasieten het immuunsysteem van hun gastheren manipuleren. Zo onderzocht ze hoe worminfecties de immuunrespons veranderen en zo allergische reacties verminderen. Maar ze ontdekte ook dat deze gewijzigde immuunrespons ook nadelen met zich meebrengt voor de inwoners van Afrikaanse landen. Hierdoor haalde bijvoorbeeld een malariavaccin dat in Europa bijna 100 procent efficiënt was, slechts 30 procent in Afrika.

## Erkenning
In 1997 ontving Yazdanbakhsh de MSD Award for Human Parasitology. In 2015 was zij voorzitter van de Nederlandse Vereniging voor Parasitologie. In 2019 werd ze lid van de Academia Europaea en in 2020 van de Koninklijke Nederlandse Akademie van Wetenschappen. Voor haar wetenschappelijke werk ontving ze verschillende prestigieuze internationale prijzen.
- International Standard Name Identifier: 0000 0003 9567 1108
- Nederlandse Thesaurus van Auteursnamen: 072897074
- ORCID: 0000-0002-7666-1441
- ResearcherID: AAI-3996-2020
- Virtual International Authority File: 290452034
- WorldCat: E39PBJhX3HG7Hx8RkpgTCP3JDq